# Villareggia
Villareggia (La Vila Regia in piemontese) è un comune italiano di 992 abitanti della città metropolitana di Torino, in Piemonte.

## Geografia fisica
Villareggia è un comune al confine orientale della provincia di Torino e del Canavese, sulla sinistra della Dora Baltea; a nord dell'abitato si innalza la collina di Moncrivello, che fa parte della provincia di Vercelli.

## Economia
L'attività predominante della popolazione è stata, fino agli anni '70,  l'agricoltura; attualmente la forza lavoro prevalente appartiene all'industria e al terziario.

## Monumenti
- Appena fuori dell'abitato, in agro del comune di Moncrivello, si trova il Santuario della Beata Vergine del Trompone
- Chiesa di San Martino, sulla collina sovrastante l'abitato

## La questione del nome francese di Villareggia
Alcuni siti web in lingua francese riportano la notizia secondo cui il nome francese di Villareggia sarebbe Birague. L'esonimo deriverebbe dal cognome della famiglia milanese dei Birago, di cui molti esponenti servirono il re di Francia all'epoca delle guerre d'Italia nel '500.
Questo fatto, anche se non può essere escluso, avendo le truppe francesi occupato a più riprese il Canavese, manca di conferme documentate perché non solo la popolazione locale non ne conserva memoria, ma il nome Birague non compare in alcuna delle carte geografiche, in lingua francese, della collezione dell'Archivio Storico della Città di Torino.

## Sport
La squadra locale di calcio è l'Orizzonti United, con colori sociali rosso e blu, che milita nel campionato di Eccellenza.

## Manifestazioni

### Palio dei Cantoni
A partire dal 2006 è stata ripristinata a Villareggia la tradizione del Palio dei Cantoni, nel quale si sfidano le contrade del paese.

### Demolition Derby
Villareggia è anche lo sfondo italiano dello spettacolo motoristico Demolition derby.

## Amministrazione
Di seguito è presentata una tabella relativa alle amministrazioni che si sono succedute in questo comune.
| Periodo        | Periodo        | Primo cittadino    | Partito                          | Carica  | Note  |
| -------------- | -------------- | ------------------ | -------------------------------- | ------- | ----- |
| 5 luglio 1985  | 29 maggio 1990 | Desiderio Scavarda | -                                | Sindaco | [ 6 ] |
| 29 maggio 1990 | 24 aprile 1995 | Desiderio Scavarda | -                                | Sindaco | [ 6 ] |
| 24 aprile 1995 | 14 giugno 1999 | Ezio Gianetto      | centro                           | Sindaco | [ 6 ] |
| 14 giugno 1999 | 14 giugno 2004 | Ezio Gianetto      | Unione Democratica               | Sindaco | [ 6 ] |
| 14 giugno 2004 | 8 giugno 2009  | Mario Debernardi   | Unione Democratica               | Sindaco | [ 6 ] |
| 8 giugno 2009  | 26 maggio 2014 | Mario Debernardi   | lista civica                     | Sindaco | [ 6 ] |
| 26 maggio 2014 | in carica      | Fabrizio Salono    | lista civica: vivere Villareggia | Sindaco | [ 6 ] |

## Società

### Evoluzione demografica
Abitanti censiti

## Galleria d'immagini

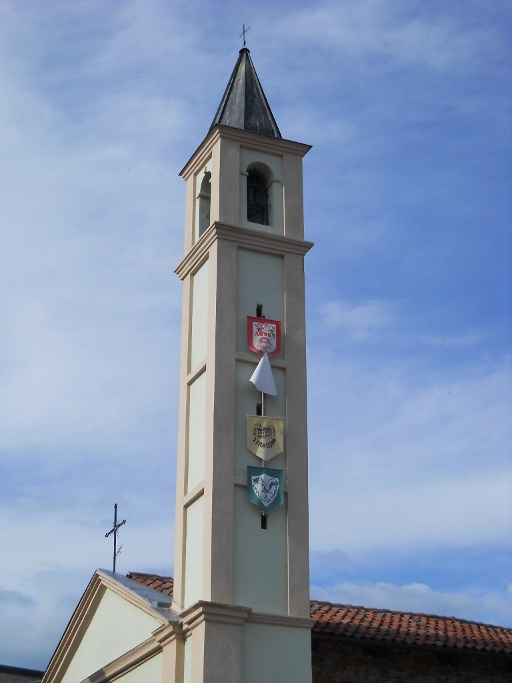
Campanile di Santa Marta
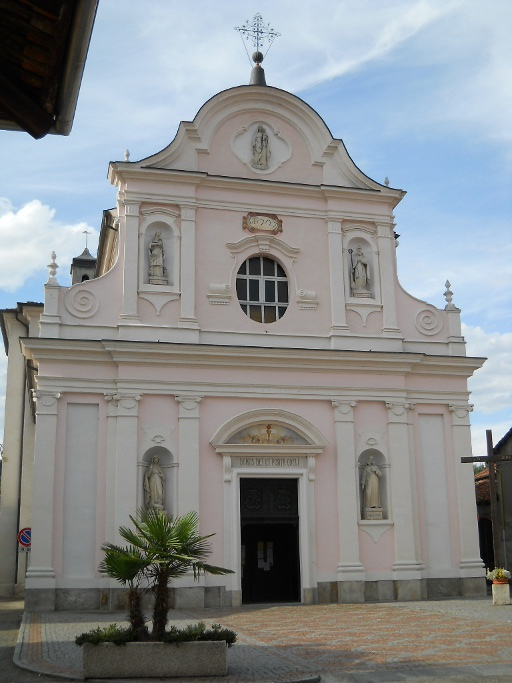
Chiesa parrocchiale
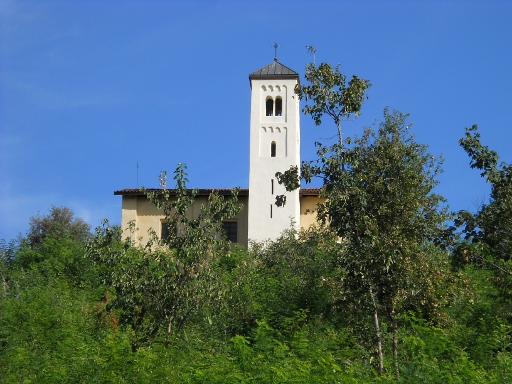
Chiesa di San Martino